# 名古屋ガイドウェイバスの車両
名古屋ガイドウェイバスの車両では、名古屋ガイドウェイバスがガイドウェイバス志段味線（ゆとりーとライン）で運用している車両について記述する。

## 概要
当路線で運用される車両は、路線バスタイプのバスに、案内軌条のガイドレールによって専用軌道上を走行するために必要な機構を付加したものである。専用軌道上を走行するときは、前後輪の脇から小さな車輪状の案内装置が2本のガイドレールに接触して誘導されることにより、運転手はハンドル操作を必要とせず、アクセルとブレーキの操作のみで走行することができる。一般道路上を走行するときは、この案内装置は車体に格納される。公共車両優先システム (PTPS) が搭載されており、路線の一般道路上を走行中は、バスから発信される電波で感知器が作動し、信号機に青信号を延長させたり、赤信号を短縮する時間をコントロールさせる機能によって、バスを優先的に走行させるシステムを有する。
軌道法では無軌条電車に準じた扱いとなり、鉄道車両としての車両形式が存在する。ただし、第三軌条とは異なり案内軌条に電流は流れておらず、ディーゼルエンジンを動力として走行するため気動車の扱いとなる。全車両がアイドリングストップシステムを搭載している。
全車とも名古屋ガイドウェイバス株式会社が所有し、車両の管理および運行は名古屋市交通局（大森営業所）に委託されている。かつては名鉄バス（春日井営業所）とジェイアール東海バス（瀬戸支店）にも委託されていたが、2009年10月1日をもって両社とも運行から撤退した。

## 車両形式

### 営業用車両
GB-2110形気動車 - 日野・ブルーリボンシティハイブリッド（LNG-HU8JLGP改）
- 2013年から導入された車両。トランスミッションはフィンガーシフト式MT。全車が中扉にリフトを装備している。

GB-1000形・1100形気動車 - 三菱ふそう・エアロスター（KL-MP35JM改）
GB-2000形・2100形気動車 - 日野・ブルーリボンシティ（KL-HU2PMEA改）
- 開業時に導入された車両。トランスミッションはトルクコンバータ式AT。GB-1100・2100形は中扉にリフトを装備している。

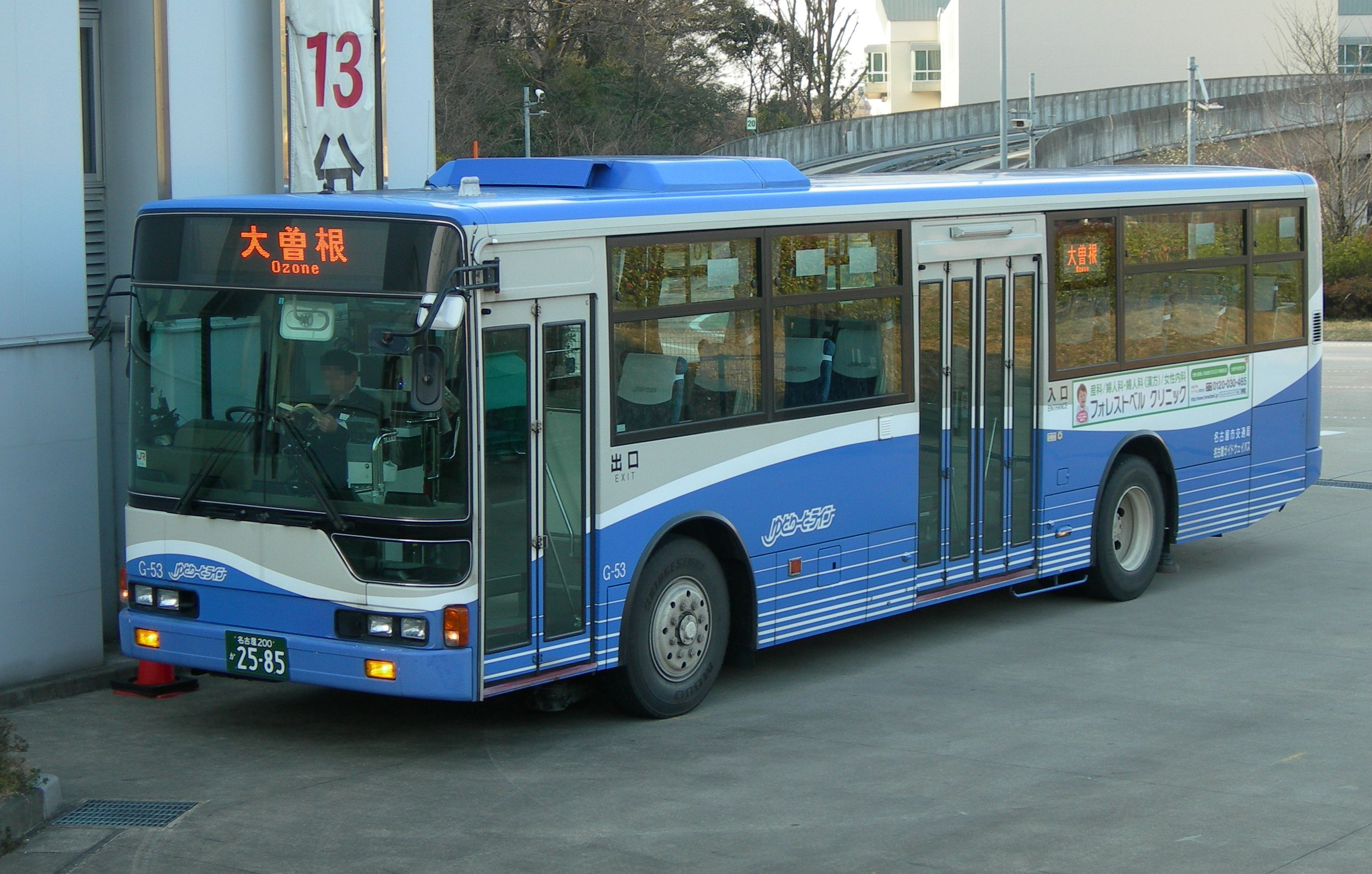
GB-1000形（G-53）
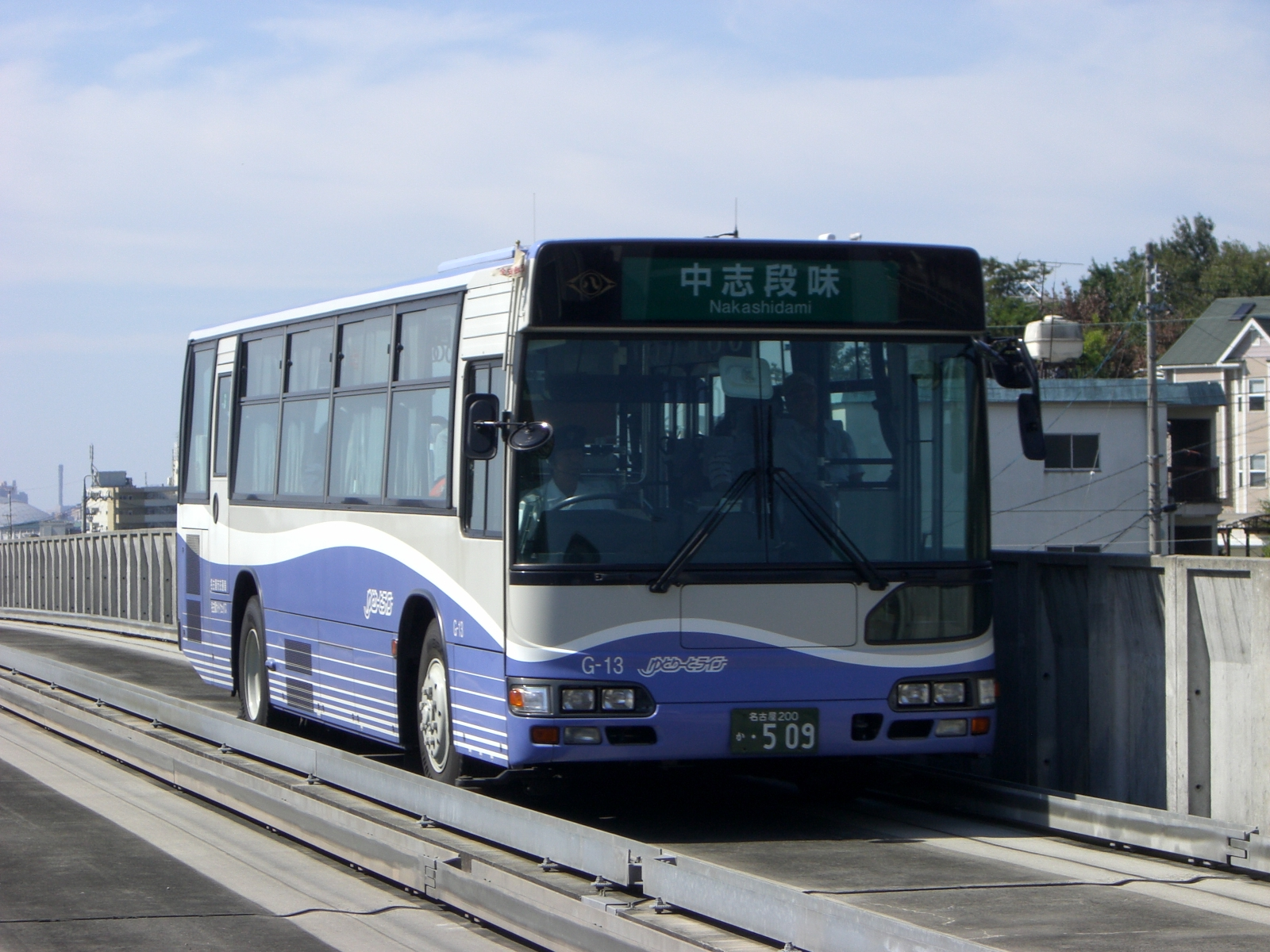
GB-2000形（G-13）
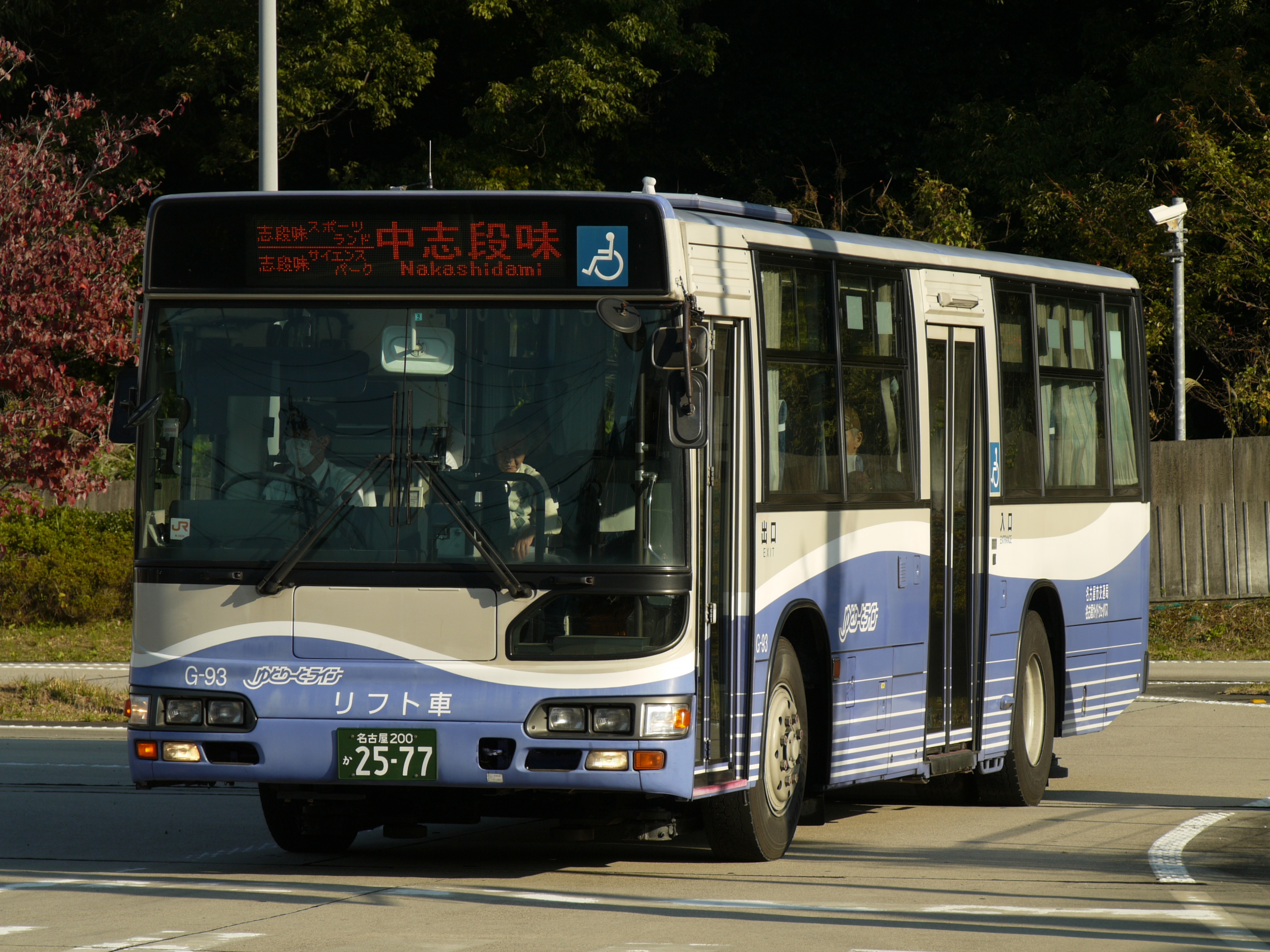
GB-2100形（G-93）
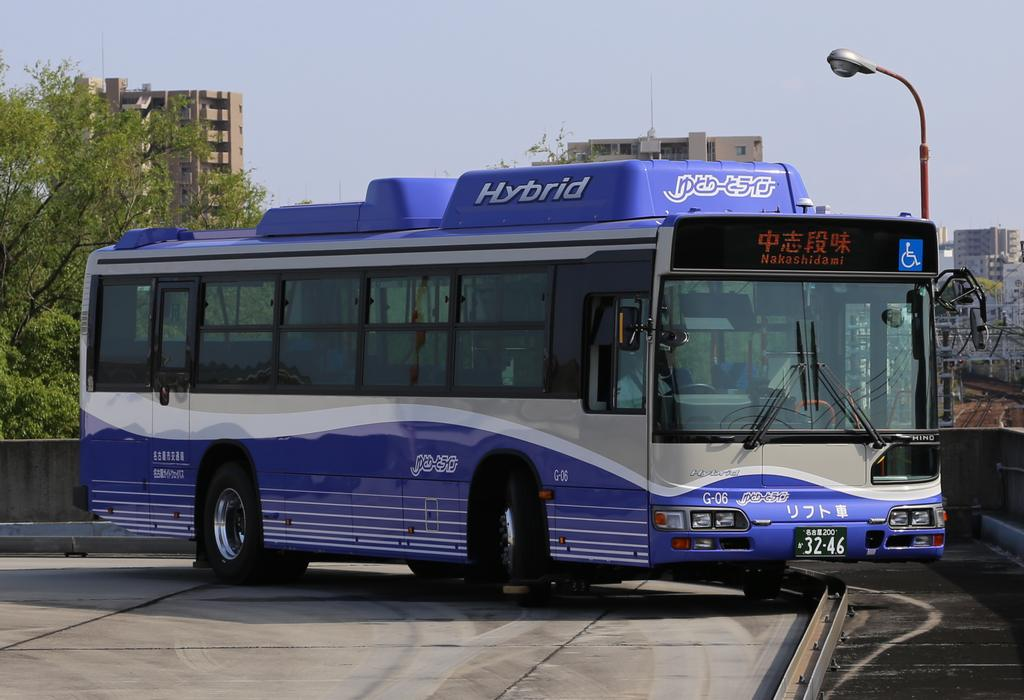
GB-2110形（G-06）

## 事業用車両
試作車 (第2世代)  - 日野・ブルーリボンシティハイブリッド（HU8JL）
- 2012年に製造された、営業用第2世代車両の試作車。後に融雪剤散布車となり、THE GUIDEWAY-BUS 1000を置き換えた。

THE GUIDEWAY-BUS 1000 - 三菱ふそう・エアロスター（KC-MP617M改）
THE GUIDEWAY-BUS 2000 - 日野・ブルーリボン（KC-HU2MMCA改）
- 試作車。THE GUIDEWAY-BUS 1000は後に融雪剤散布車として運用された。

このほか、保線車両としてガイド機構を持たない三菱ふそう・キャンターが在籍している。